# 李耀先 (合作社社长)
李耀先（？—？），中华人民共和国政治人物，曾任热河省凌源县高杖子村先进农业生产合作社社长。

## 生平
1954年，当选第一届全国人民代表大会代表。